# Porzana tabuensis
Porzana tabuensis là một loài chim trong họ Rallidae.
xuất hiện ở nhiều quốc gia trên khắp nam Thái Bình Dương. Các quốc gia này bao gồm: 'Philippines, Moluccas, New Guinea, Melanesia, Australia, Tasmania, Norfolk Island, và Tây Nam Polynesia bao gồm New Zealand ', cũng như Indonesia.